# سخم خت
سـِخـِم خـِت كان فرعون مصر القديمة خلال الأسرة الثالثة. حسب قائمة مانيتو، فقد كان هناك ملكاً يدعى «جوسرتي» كان قد حكم لفترة قصيرة نسبياً وهي سبع سنوات، والعلماء المعاصرون يعتقدون أن جوسرتي وسخم خت هما نفس الشخص. بينما لوح تورين يعطي سخم خت حكماً لمدة 6 سنوات إعادة بناء وثيقة سنين الحكام على حجر بالرمو من الأسرة الخامسة، التي قام بها توبي ويلكينسون، تـُعطي فترة حكم 7 سنوات لهذا الملك حسب الرقم الموجود في عداد السنين المخصصة له في الشقفة رقم واحد بالقاهرة. ويذكر ويلكنسون «هذا الرقم مؤكـَد بدرجة معقولة، لأن فترة حكم (الفرعون) بدأت مباشرة بعد الخط الفاصل الذي يشير إلى تغير الحكم.» ولهذا، فقائمة مانيتو تبدو صحيحة. فحكمه يـُعتقد أن يكون قد ابتدأ من حوالي 2649 ق.م. حتى 2643 ق.م. أو 2642 ق.م.
وبينما كان هناك خليفة معروف لزوسر، فإن اسم سخم خت ظل غير معروف حتى عام 1951, عندما اكتشف زكريا غنيم القاعدة المستوية ومداخل هرم مدرج غير كامل في سقارة. فعند وفاة سخم خت لم يكن قد تم بناء سوي الدرجة الأولى (السفلى) من الهرم. سدادات قوارير عليها اسم الفرعون عـُثر عليها بالموقع. ومن تصميمها ومن الكتابات المنقوشة على الهرم، يـُعتقد أن معماري زوسر الشهير إمحوتب ساهم في تصميم هذا الهرم. الأثريون يعتقدون أن هرم سخم خت كان سيكون أكبر من هرم زوسر لو تم بناؤه. أما اليوم، فالموقع، جنوب غرب مجمع زوسر، هو مطمور في الرمال ويـطلق عليه الهرم المدفون.

## طالع أيضًا
- أسرة مصرية ثالثة
- قائمة الفراعنة
- قدماء المصريين

| سبقه زوسر | فرعون مصر الأسرة الثالثة | تبعه خابا |

## الهامش
1. ↑  Alan H. Gardiner: The Royal Canon of Turin, Griffith Institute, Oxford 1997, ISBN 0-900416-48-3.
2. ↑  Wilkinson, Toby. Royal Annals of Ancient Egypt: The Palermo Stone and Its Assoated Fragments, p79. Kegan Paul International, 2000.
3. ↑  Wilkinson, Toby. Royal Annals of Ancient Egypt: The Palermo Stone and Its Associated Fragments, p79-80. Kegan Paul International, 2000.